# Skistodiaptomus
Skistodiaptomus é um género de crustáceo da família Diaptomidae.
Este género contém as seguintes espécies:
- Skistodiaptomus bogalusensis (Wilson M.S. & Moore, 1953)
- Skistodiaptomus carolinensis (Yeatman, 1986)
- Skistodiaptomus mississippiensis (Marsh, 1894)
- Skistodiaptomus oregonensis (Lilljeborg in: Guerne & Richard, 1889)
- Skistodiaptomus ozarkensis Robertson, 2015
- Skistodiaptomus pallidus (Herrick, 1879)
- Skistodiaptomus pygmaeus (Pearse, 1906)
- Skistodiaptomus reighardi (Marsh, 1895)
- Skistodiaptomus sinuatus (Kincaid, 1953)